# Liste der Länder nach Religion
| Katholisches Christentum Orthodoxes Christentum Protestantisches Christentum Sunnitischer Islam Schiitischer Islam Islam (andere Gruppen) Hinduismus | 000 | Judentum Theravada-Buddhismus Mahayana-Buddhismus Vajrayana-Buddhismus „Naturreligionen“ Andere Gruppen oder unverlässliche Statistik |

2010: Religionen der Welt nach Staaten:

Die folgende Liste der Länder nach Religion sortiert die Bevölkerungen (fast) aller Staaten nach ihren religiösen Anteilen. Alle Daten stammen vom Pew Research Center und basieren auf nationalen Statistiken.
Im Jahr 2010 sind 31,5 % der Weltbevölkerung Anhänger des Christentums, womit es die größte Religionsgruppe weltweit ist. 23,2 % aller Menschen sind Muslime, 15,0 % sind Hindus, 7,1 % sind Buddhisten und 0,2 % sind jüdischen Glaubens; 0,8 % sind Anhänger einer sonstigen Religion und 5,9 % Anhänger einer ethnischen Religion (beispielsweise traditionelle afrikanische Religionen, chinesischer Volksglaube sowie lokale Religionen indigener Völker). Insgesamt 16,3 % der Weltbevölkerung gehören keiner Religionsgruppe an. Dabei ist allerdings statistisch zu berücksichtigen, dass beispielsweise ein Austritt aus der römisch-katholischen Kirche nicht zwangsläufig mit einem Bekenntnis zum Atheismus gleichzusetzen ist, denn Religiosität findet sich auch außerhalb von Kirchenmitgliedschaften. Ein bekannter Vertreter für diese These ist in Deutschland der Theologe Eugen Drewermann. Anderseits gibt es ebenso nichtgläubige Menschen, die einer Religionsgruppe angehören.

## Liste der Länder nach religiöser Zusammensetzung
Die folgende sortierbare Liste enthält Daten für das Jahr 2010 (Quelle ist der Bericht The Global Religious Landscape des Pew Research Center):
| 2010: Anteil der Religionen an der Gesamtbevölkerung in Prozent (%) | 2010: Anteil der Religionen an der Gesamtbevölkerung in Prozent (%) | 2010: Anteil der Religionen an der Gesamtbevölkerung in Prozent (%) | 2010: Anteil der Religionen an der Gesamtbevölkerung in Prozent (%) | 2010: Anteil der Religionen an der Gesamtbevölkerung in Prozent (%) | 2010: Anteil der Religionen an der Gesamtbevölkerung in Prozent (%) | 2010: Anteil der Religionen an der Gesamtbevölkerung in Prozent (%) | 2010: Anteil der Religionen an der Gesamtbevölkerung in Prozent (%) | 2010: Anteil der Religionen an der Gesamtbevölkerung in Prozent (%) |
| Land                                                                | Christen                                                            | Muslime                                                             | ohne Religion                                                       | Hindus                                                              | Buddhisten                                                          | ethnische Religionen                                                | sonstige                                                            | Juden                                                               |
| ------------------------------------------------------------------- | ------------------------------------------------------------------- | ------------------------------------------------------------------- | ------------------------------------------------------------------- | ------------------------------------------------------------------- | ------------------------------------------------------------------- | ------------------------------------------------------------------- | ------------------------------------------------------------------- | ------------------------------------------------------------------- |
| weltweiter Durchschnitt                                             | 31,5 %                                                              | 23,2 %                                                              | 16,3 %                                                              | 15,0 %                                                              | 7,1 %                                                               | 5,9 %                                                               | 0,8 %                                                               | 0,2 %                                                               |
| Afghanistan                                                         | 0,1 %                                                               | 99,7 %                                                              | 0,0 %                                                               | 0,1 %                                                               | 0,0 %                                                               | 0,0 %                                                               | 0,0 %                                                               | 0,0 %                                                               |
| Ägypten                                                             | 5,1 %                                                               | 94,9 %                                                              | 0,0 %                                                               | 0,0 %                                                               | 0,0 %                                                               | 0,0 %                                                               | 0,0 %                                                               | 0,0 %                                                               |
| Albanien                                                            | 17,0 %                                                              | 70,4 %                                                              | 7,1 %                                                               | 0,0 %                                                               | 0,0 %                                                               | 0,0 %                                                               | 0,3 %                                                               | 0,0 %                                                               |
| Algerien                                                            | 0,2 %                                                               | 97,9 %                                                              | 1,8 %                                                               | 0,0 %                                                               | 0,0 %                                                               | 0,0 %                                                               | 0,0 %                                                               | 0,0 %                                                               |
| Andorra                                                             | 89,5 %                                                              | 0,8 %                                                               | 8,8 %                                                               | 0,5 %                                                               | 0,0 %                                                               | 0,0 %                                                               | 0,1 %                                                               | 0,3 %                                                               |
| Angola                                                              | 90,5 %                                                              | 0,2 %                                                               | 5,1 %                                                               | 0,0 %                                                               | 0,0 %                                                               | 4,2 %                                                               | 0,0 %                                                               | 0,0 %                                                               |
| Antigua und Barbuda                                                 | 93,0 %                                                              | 0,6 %                                                               | 1,7 %                                                               | 0,2 %                                                               | 0,0 %                                                               | 3,6 %                                                               | 1,0 %                                                               | 0,0 %                                                               |
| Äquatorialguinea                                                    | 88,7 %                                                              | 4,0 %                                                               | 5,0 %                                                               | 0,0 %                                                               | 0,0 %                                                               | 1,7 %                                                               | 0,5 %                                                               | 0,0 %                                                               |
| Argentinien                                                         | 85,2 %                                                              | 1,0 %                                                               | 12,2 %                                                              | 0,0 %                                                               | 0,0 %                                                               | 0,8 %                                                               | 0,3 %                                                               | 0,5 %                                                               |
| Armenien                                                            | 98,5 %                                                              | 0,1 %                                                               | 1,3 %                                                               | 0,0 %                                                               | 0,0 %                                                               | 0,0 %                                                               | 0,1 %                                                               | 0,0 %                                                               |
| Aserbaidschan                                                       | 3,0 %                                                               | 96,9 %                                                              | 0,0 %                                                               | 0,0 %                                                               | 0,0 %                                                               | 0,0 %                                                               | 0,0 %                                                               | 0,0 %                                                               |
| Äthiopien                                                           | 62,8 %                                                              | 34,6 %                                                              | 0,0 %                                                               | 0,0 %                                                               | 0,0 %                                                               | 2,6 %                                                               | 0,0 %                                                               | 0,1 %                                                               |
| Australien                                                          | 67,3 %                                                              | 2,4 %                                                               | 24,2 %                                                              | 1,4 %                                                               | 2,7 %                                                               | 0,7 %                                                               | 0,8 %                                                               | 0,5 %                                                               |
| Bahamas                                                             | 96,0 %                                                              | 0,1 %                                                               | 3,1 %                                                               | 0,0 %                                                               | 0,0 %                                                               | 0,3 %                                                               | 0,3 %                                                               | 0,0 %                                                               |
| Bahrain                                                             | 14,5 %                                                              | 70,3 %                                                              | 1,9 %                                                               | 9,8 %                                                               | 2,5 %                                                               | 0,0 %                                                               | 0,2 %                                                               | 0,6 %                                                               |
| Bangladesch                                                         | 0,2 %                                                               | 89,8 %                                                              | 0,0 %                                                               | 9,1 %                                                               | 0,5 %                                                               | 0,4 %                                                               | 0,0 %                                                               | 0,0 %                                                               |
| Barbados                                                            | 95,2 %                                                              | 1,0 %                                                               | 1,9 %                                                               | 0,4 %                                                               | 0,0 %                                                               | 0,0 %                                                               | 1,4 %                                                               | 0,0 %                                                               |
| Belgien                                                             | 64,2 %                                                              | 5,9 %                                                               | 29,0 %                                                              | 0,0 %                                                               | 0,2 %                                                               | 0,2 %                                                               | 0,0 %                                                               | 0,3 %                                                               |
| Belize                                                              | 87,6 %                                                              | 0,1 %                                                               | 8,9 %                                                               | 0,2 %                                                               | 0,5 %                                                               | 1,5 %                                                               | 0,1 %                                                               | 1,0 %                                                               |
| Benin                                                               | 53,0 %                                                              | 23,8 %                                                              | 5,0 %                                                               | 0,0 %                                                               | 0,0 %                                                               | 18,1 %                                                              | 0,0 %                                                               | 0,0 %                                                               |
| Bhutan                                                              | 0,5 %                                                               | 0,2 %                                                               | 0,0 %                                                               | 22,6 %                                                              | 74,7 %                                                              | 1,9 %                                                               | 0,0 %                                                               | 0,0 %                                                               |
| Bolivien                                                            | 93,9 %                                                              | 0,0 %                                                               | 4,1 %                                                               | 0,0 %                                                               | 0,0 %                                                               | 0,9 %                                                               | 1,0 %                                                               | 0,0 %                                                               |
|                                                                     | Christen                                                            | Muslime                                                             | ohne Religion                                                       | Hindus                                                              | Buddhisten                                                          | ethnische Religionen                                                | sonstige                                                            | Juden                                                               |
| Bosnien und Herzegowina                                             | 46,2 %                                                              | 51,3 %                                                              | 0,0 %                                                               | 0,0 %                                                               | 0,0 %                                                               | 0,0 %                                                               | 2,5 %                                                               | 0,0 %                                                               |
| Botswana                                                            | 72,1 %                                                              | 0,4 %                                                               | 20,6 %                                                              | 0,3 %                                                               | 0,0 %                                                               | 6,0 %                                                               | 0,6 %                                                               | 0,0 %                                                               |
| Brasilien                                                           | 88,9 %                                                              | 0,0 %                                                               | 7,9 %                                                               | 0,0 %                                                               | 0,1 %                                                               | 2,8 %                                                               | 0,2 %                                                               | 0,0 %                                                               |
| Brunei                                                              | 9,4 %                                                               | 75,1 %                                                              | 0,4 %                                                               | 0,3 %                                                               | 8,6 %                                                               | 6,2 %                                                               | 0,1 %                                                               | 0,0 %                                                               |
| Bulgarien                                                           | 82,1 %                                                              | 3,7 %                                                               | 4,2 %                                                               | 0,0 %                                                               | 0,0 %                                                               | 0,0 %                                                               | 0,0 %                                                               | 0,0 %                                                               |
| Burkina Faso                                                        | 22,5 %                                                              | 61,6 %                                                              | 0,4 %                                                               | 0,0 %                                                               | 0,0 %                                                               | 15,4 %                                                              | 0,0 %                                                               | 0,0 %                                                               |
| Burundi                                                             | 91,5 %                                                              | 2,8 %                                                               | 0,0 %                                                               | 0,0 %                                                               | 0,0 %                                                               | 5,7 %                                                               | 0,0 %                                                               | 0,0 %                                                               |
| Chile                                                               | 89,4 %                                                              | 0,0 %                                                               | 8,6 %                                                               | 0,0 %                                                               | 0,0 %                                                               | 1,5 %                                                               | 0,2 %                                                               | 0,1 %                                                               |
| Volksrepublik China                                                 | 5,1 %                                                               | 1,8 %                                                               | 52,2 %                                                              | 0,0 %                                                               | 18,2 %                                                              | 21,9 %                                                              | 0,7 %                                                               | 0,0 %                                                               |
| Costa Rica                                                          | 90,9 %                                                              | 0,0 %                                                               | 7,9 %                                                               | 0,0 %                                                               | 0,0 %                                                               | 0,8 %                                                               | 0,3 %                                                               | 0,0 %                                                               |
| Dänemark                                                            | 83,5 %                                                              | 4,1 %                                                               | 11,8 %                                                              | 0,4 %                                                               | 0,2 %                                                               | 0,0 %                                                               | 0,0 %                                                               | 0,0 %                                                               |
| Deutschland                                                         | 68,7 %                                                              | 5,8 %                                                               | 24,7 %                                                              | 0,0 %                                                               | 0,3 %                                                               | 0,0 %                                                               | 0,0 %                                                               | 0,3 %                                                               |
| Dominica                                                            | 94,4 %                                                              | 0,1 %                                                               | 0,5 %                                                               | 0,0 %                                                               | 0,0 %                                                               | 3,0 %                                                               | 1,7 %                                                               | 0,0 %                                                               |
| Dominikanische Republik                                             | 88,0 %                                                              | 0,0 %                                                               | 10,9 %                                                              | 0,0 %                                                               | 0,0 %                                                               | 0,9 %                                                               | 0,1 %                                                               | 0,0 %                                                               |
| Dschibuti                                                           | 2,3 %                                                               | 96,9 %                                                              | 0,2 %                                                               | 0,0 %                                                               | 0,0 %                                                               | 0,3 %                                                               | 0,1 %                                                               | 0,2 %                                                               |
| Ecuador                                                             | 94,1 %                                                              | 0,0 %                                                               | 5,5 %                                                               | 0,0 %                                                               | 0,0 %                                                               | 0,3 %                                                               | 0,0 %                                                               | 0,0 %                                                               |
| El Salvador                                                         | 88,2 %                                                              | 0,0 %                                                               | 11,0 %                                                              | 0,0 %                                                               | 0,0 %                                                               | 0,5 %                                                               | 0,3 %                                                               | 0,0 %                                                               |
| Elfenbeinküste                                                      | 44,1 %                                                              | 37,5 %                                                              | 8,0 %                                                               | 0,0 %                                                               | 0,0 %                                                               | 10,2 %                                                              | 0,2 %                                                               | 0,0 %                                                               |
| Eritrea                                                             | 62,9 %                                                              | 36,6 %                                                              | 0,1 %                                                               | 0,0 %                                                               | 0,0 %                                                               | 0,4 %                                                               | 0,0 %                                                               | 0,0 %                                                               |
| Estland                                                             | 39,9 %                                                              | 0,2 %                                                               | 59,6 %                                                              | 0,0 %                                                               | 0,0 %                                                               | 0,0 %                                                               | 0,0 %                                                               | 0,1 %                                                               |
| Fidschi                                                             | 64,4 %                                                              | 6,3 %                                                               | 0,8 %                                                               | 27,9 %                                                              | 0,0 %                                                               | 0,0 %                                                               | 0,1 %                                                               | 0,0 %                                                               |
| Finnland                                                            | 81,6 %                                                              | 0,8 %                                                               | 17,6 %                                                              | 0,0 %                                                               | 0,0 %                                                               | 0,0 %                                                               | 0,0 %                                                               | 0,0 %                                                               |
|                                                                     | Christen                                                            | Muslime                                                             | ohne Religion                                                       | Hindus                                                              | Buddhisten                                                          | ethnische Religionen                                                | sonstige                                                            | Juden                                                               |
| Frankreich                                                          | 63,0 %                                                              | 7,5 %                                                               | 27,8 %                                                              | 0,0 %                                                               | 0,5 %                                                               | 0,3 %                                                               | 0,2 %                                                               | 0,7 %                                                               |
| Gabun                                                               | 76,5 %                                                              | 11,2 %                                                              | 5,6 %                                                               | 0,0 %                                                               | 0,0 %                                                               | 6,0 %                                                               | 0,7 %                                                               | 0,0 %                                                               |
| Gambia                                                              | 4,5 %                                                               | 95,1 %                                                              | 0,0 %                                                               | 0,0 %                                                               | 0,0 %                                                               | 0,3 %                                                               | 0,0 %                                                               | 0,0 %                                                               |
| Georgien                                                            | 88,5 %                                                              | 10,7 %                                                              | 0,7 %                                                               | 0,0 %                                                               | 0,0 %                                                               | 0,0 %                                                               | 0,0 %                                                               | 0,0 %                                                               |
| Ghana                                                               | 74,9 %                                                              | 15,8 %                                                              | 6,1 %                                                               | 0,1 %                                                               | 0,0 %                                                               | 4,9 %                                                               | 0,2 %                                                               | 0,0 %                                                               |
| Grenada                                                             | 96,6 %                                                              | 0,3 %                                                               | 1,0 %                                                               | 0,7 %                                                               | 0,0 %                                                               | 1,3 %                                                               | 0,2 %                                                               | 0,0 %                                                               |
| Griechenland                                                        | 88,1 %                                                              | 5,3 %                                                               | 6,1 %                                                               | 0,1 %                                                               | 0,0 %                                                               | 0,1 %                                                               | 0,0 %                                                               | 0,0 %                                                               |
| Guam                                                                | 94,2 %                                                              | 0,0 %                                                               | 1,7 %                                                               | 0,0 %                                                               | 1,1 %                                                               | 1,5 %                                                               | 1,6 %                                                               | 0,0 %                                                               |
| Guatemala                                                           | 95,2 %                                                              | 0,0 %                                                               | 4,1 %                                                               | 0,0 %                                                               | 0,0 %                                                               | 0,6 %                                                               | 0,0 %                                                               | 0,0 %                                                               |
| Guinea                                                              | 10,9 %                                                              | 84,4 %                                                              | 1,8 %                                                               | 0,0 %                                                               | 0,0 %                                                               | 2,7 %                                                               | 0,0 %                                                               | 0,0 %                                                               |
| Guinea-Bissau                                                       | 19,7 %                                                              | 45,1 %                                                              | 4,3 %                                                               | 0,0 %                                                               | 0,0 %                                                               | 30,9 %                                                              | 0,0 %                                                               | 0,0 %                                                               |
| Guyana                                                              | 66,0 %                                                              | 6,4 %                                                               | 2,0 %                                                               | 24,9 %                                                              | 0,0 %                                                               | 0,2 %                                                               | 0,6 %                                                               | 0,0 %                                                               |
| Haiti                                                               | 86,9 %                                                              | 0,0 %                                                               | 10,6 %                                                              | 0,0 %                                                               | 0,0 %                                                               | 2,2 %                                                               | 0,3 %                                                               | 0,0 %                                                               |
| Honduras                                                            | 87,6 %                                                              | 0,1 %                                                               | 10,5 %                                                              | 0,0 %                                                               | 0,1 %                                                               | 1,1 %                                                               | 0,6 %                                                               | 0,0 %                                                               |
| Hongkong                                                            | 14,3 %                                                              | 1,8 %                                                               | 56,1 %                                                              | 0,4 %                                                               | 13,2 %                                                              | 12,8 %                                                              | 1,5 %                                                               | 0,0 %                                                               |
| Indien                                                              | 2,5 %                                                               | 14,4 %                                                              | 0,0 %                                                               | 79,5 %                                                              | 0,8 %                                                               | 0,5 %                                                               | 2,3 %                                                               | 0,0 %                                                               |
| Indonesien                                                          | 9,9 %                                                               | 87,2 %                                                              | 0,0 %                                                               | 1,7 %                                                               | 0,7 %                                                               | 0,3 %                                                               | 0,1 %                                                               | 0,0 %                                                               |
| Irak                                                                | 0,9 %                                                               | 99,0 %                                                              | 0,1 %                                                               | 0,0 %                                                               | 0,0 %                                                               | 0,0 %                                                               | 0,0 %                                                               | 0,0 %                                                               |
| Iran                                                                | 0,2 %                                                               | 99,5 %                                                              | 0,1 %                                                               | 0,0 %                                                               | 0,0 %                                                               | 0,0 %                                                               | 0,2 %                                                               | 0,0 %                                                               |
| Irland                                                              | 92,0 %                                                              | 1,1 %                                                               | 6,2 %                                                               | 0,2 %                                                               | 0,2 %                                                               | 0,2 %                                                               | 0,0 %                                                               | 0,0 %                                                               |
| Island                                                              | 95,0 %                                                              | 0,2 %                                                               | 3,5 %                                                               | 0,3 %                                                               | 0,4 %                                                               | 0,5 %                                                               | 0,2 %                                                               | 0,0 %                                                               |
| Israel                                                              | 2,0 %                                                               | 18,6 %                                                              | 3,1 %                                                               | 0,0 %                                                               | 0,3 %                                                               | 0,2 %                                                               | 0,1 %                                                               | 75,6 %                                                              |
| Italien                                                             | 83,3 %                                                              | 3,7 %                                                               | 12,4 %                                                              | 0,1 %                                                               | 0,2 %                                                               | 0,1 %                                                               | 0,0 %                                                               | 0,0 %                                                               |
| Jamaika                                                             | 77,2 %                                                              | 0,0 %                                                               | 17,2 %                                                              | 0,0 %                                                               | 0,0 %                                                               | 4,5 %                                                               | 1,0 %                                                               | 0,0 %                                                               |
| Japan                                                               | 1,6 %                                                               | 0,2 %                                                               | 57,0 %                                                              | 0,0 %                                                               | 36,2 %                                                              | 0,4 %                                                               | 4,7 %                                                               | 0,0 %                                                               |
| Jemen                                                               | 0,2 %                                                               | 99,1 %                                                              | 0,2 %                                                               | 0,6 %                                                               | 0,0 %                                                               | 0,0 %                                                               | 0,0 %                                                               | 0,0 %                                                               |
| Jordanien                                                           | 2,2 %                                                               | 97,2 %                                                              | 0,0 %                                                               | 0,1 %                                                               | 0,4 %                                                               | 0,0 %                                                               | 0,0 %                                                               | 0,0 %                                                               |
| Kambodscha                                                          | 0,4 %                                                               | 2,0 %                                                               | 0,2 %                                                               | 0,0 %                                                               | 96,9 %                                                              | 0,6 %                                                               | 0,0 %                                                               | 0,0 %                                                               |
| Kamerun                                                             | 70,3 %                                                              | 18,3 %                                                              | 5,3 %                                                               | 0,0 %                                                               | 0,0 %                                                               | 3,3 %                                                               | 2,7 %                                                               | 0,0 %                                                               |
| Kanada                                                              | 69,0 %                                                              | 2,1 %                                                               | 23,7 %                                                              | 1,4 %                                                               | 0,8 %                                                               | 1,2 %                                                               | 0,9 %                                                               | 1,0 %                                                               |
|                                                                     | Christen                                                            | Muslime                                                             | ohne Religion                                                       | Hindus                                                              | Buddhisten                                                          | ethnische Religionen                                                | sonstige                                                            | Juden                                                               |
| Kap Verde                                                           | 89,1 %                                                              | 0,1 %                                                               | 9,1 %                                                               | 0,0 %                                                               | 0,0 %                                                               | 1,5 %                                                               | 0,2 %                                                               | 0,0 %                                                               |
| Kasachstan                                                          | 24,8 %                                                              | 70,4 %                                                              | 4,2 %                                                               | 0,0 %                                                               | 0,2 %                                                               | 0,3 %                                                               | 0,1 %                                                               | 0,0 %                                                               |
| Katar                                                               | 13,8 %                                                              | 67,7 %                                                              | 0,9 %                                                               | 13,8 %                                                              | 3,1 %                                                               | 0,0 %                                                               | 0,7 %                                                               | 0,0 %                                                               |
| Kenia                                                               | 84,8 %                                                              | 9,7 %                                                               | 2,5 %                                                               | 0,1 %                                                               | 0,0 %                                                               | 1,7 %                                                               | 1,2 %                                                               | 0,0 %                                                               |
| Kirgisistan                                                         | 11,4 %                                                              | 88,0 %                                                              | 0,4 %                                                               | 0,0 %                                                               | 0,0 %                                                               | 0,1 %                                                               | 0,0 %                                                               | 0,0 %                                                               |
| Kolumbien                                                           | 92,5 %                                                              | 0,0 %                                                               | 6,6 %                                                               | 0,0 %                                                               | 0,0 %                                                               | 0,8 %                                                               | 0,0 %                                                               | 0,0 %                                                               |
| Komoren                                                             | 0,5 %                                                               | 98,3 %                                                              | 0,1 %                                                               | 0,0 %                                                               | 0,0 %                                                               | 1,0 %                                                               | 0,0 %                                                               | 0,0 %                                                               |
| Dem. Rep. Kongo                                                     | 95,8 %                                                              | 1,5 %                                                               | 1,8 %                                                               | 0,0 %                                                               | 0,0 %                                                               | 0,7 %                                                               | 0,1 %                                                               | 0,0 %                                                               |
| Republik Kongo                                                      | 85,9 %                                                              | 1,2 %                                                               | 9,0 %                                                               | 0,0 %                                                               | 0,0 %                                                               | 2,8 %                                                               | 1,1 %                                                               | 0,0 %                                                               |
| Nordkorea                                                           | 2,0 %                                                               | 0,0 %                                                               | 71,3 %                                                              | 0,0 %                                                               | 1,5 %                                                               | 12,3 %                                                              | 12,9 %                                                              | 0,0 %                                                               |
| Südkorea                                                            | 29,4 %                                                              | 0,2 %                                                               | 46,4 %                                                              | 0,0 %                                                               | 22,9 %                                                              | 0,8 %                                                               | 0,2 %                                                               | 0,0 %                                                               |
| Kosovo                                                              | 11,4 %                                                              | 87,0 %                                                              | 1,6 %                                                               | 0,0 %                                                               | 0,0 %                                                               | 0,0 %                                                               | 0,0 %                                                               | 0,0 %                                                               |
| Kroatien                                                            | 93,4 %                                                              | 1,4 %                                                               | 5,1 %                                                               | 0,0 %                                                               | 0,0 %                                                               | 0,0 %                                                               | 0,0 %                                                               | 0,0 %                                                               |
| Kuba                                                                | 59,2 %                                                              | 0,0 %                                                               | 23,0 %                                                              | 0,2 %                                                               | 0,0 %                                                               | 17,4 %                                                              | 0,0 %                                                               | 0,0 %                                                               |
| Kuwait                                                              | 14,3 %                                                              | 74,1 %                                                              | 0,0 %                                                               | 8,5 %                                                               | 2,8 %                                                               | 0,0 %                                                               | 0,3 %                                                               | 0,0 %                                                               |
| Laos                                                                | 1,5 %                                                               | 0,0 %                                                               | 0,9 %                                                               | 0,0 %                                                               | 66,0 %                                                              | 30,7 %                                                              | 0,7 %                                                               | 0,0 %                                                               |
| Lesotho                                                             | 96,8 %                                                              | 0,0 %                                                               | 3,1 %                                                               | 0,0 %                                                               | 0,0 %                                                               | 0,1 %                                                               | 0,0 %                                                               | 0,0 %                                                               |
| Lettland                                                            | 55,8 %                                                              | 0,1 %                                                               | 43,6 %                                                              | 0,0 %                                                               | 0,0 %                                                               | 0,0 %                                                               | 0,2 %                                                               | 0,3 %                                                               |
| Libanon                                                             | 38,3 %                                                              | 61,3 %                                                              | 0,3 %                                                               | 0,0 %                                                               | 0,2 %                                                               | 0,0 %                                                               | 0,0 %                                                               | 0,0 %                                                               |
| Liberia                                                             | 85,9 %                                                              | 12,0 %                                                              | 1,4 %                                                               | 0,0 %                                                               | 0,0 %                                                               | 0,5 %                                                               | 0,1 %                                                               | 0,0 %                                                               |
| Libyen                                                              | 2,7 %                                                               | 96,6 %                                                              | 0,2 %                                                               | 0,0 %                                                               | 0,3 %                                                               | 0,0 %                                                               | 0,0 %                                                               | 0,0 %                                                               |
| Liechtenstein                                                       | 91,6 %                                                              | 5,0 %                                                               | 2,9 %                                                               | 0,0 %                                                               | 0,0 %                                                               | 0,0 %                                                               | 0,0 %                                                               | 0,0 %                                                               |
| Litauen                                                             | 89,8 %                                                              | 0,0 %                                                               | 10,0 %                                                              | 0,0 %                                                               | 0,0 %                                                               | 0,0 %                                                               | 0,0 %                                                               | 0,0 %                                                               |
| Luxemburg                                                           | 70,4 %                                                              | 2,3 %                                                               | 26,8 %                                                              | 0,0 %                                                               | 0,0 %                                                               | 0,0 %                                                               | 0,3 %                                                               | 0,0 %                                                               |
| Macau                                                               | 7,2 %                                                               | 0,2 %                                                               | 15,4 %                                                              | 0,0 %                                                               | 17,3 %                                                              | 58,9 %                                                              | 1,0 %                                                               | 0,0 %                                                               |
| Madagaskar                                                          | 85,3 %                                                              | 3,0 %                                                               | 6,9 %                                                               | 0,0 %                                                               | 0,0 %                                                               | 4,5 %                                                               | 0,0 %                                                               | 0,0 %                                                               |
| Malawi                                                              | 82,7 %                                                              | 13,0 %                                                              | 2,5 %                                                               | 0,0 %                                                               | 0,0 %                                                               | 1,7 %                                                               | 0,0 %                                                               | 0,0 %                                                               |
| Malaysia                                                            | 9,4 %                                                               | 63,7 %                                                              | 0,7 %                                                               | 6,0 %                                                               | 17,7 %                                                              | 2,3 %                                                               | 0,2 %                                                               | 0,0 %                                                               |
| Malediven                                                           | 0,4 %                                                               | 98,6 %                                                              | 0,0 %                                                               | 0,3 %                                                               | 0,6 %                                                               | 0,0 %                                                               | 0,0 %                                                               | 0,0 %                                                               |
| Mali                                                                | 3,2 %                                                               | 92,4 %                                                              | 2,7 %                                                               | 0,0 %                                                               | 0,0 %                                                               | 1,6 %                                                               | 0,0 %                                                               | 0,0 %                                                               |
|                                                                     | Christen                                                            | Muslime                                                             | ohne Religion                                                       | Hindus                                                              | Buddhisten                                                          | ethnische Religionen                                                | sonstige                                                            | Juden                                                               |
| Malta                                                               | 97,0 %                                                              | 0,2 %                                                               | 2,5 %                                                               | 0,2 %                                                               | 0,0 %                                                               | 0,0 %                                                               | 0,0 %                                                               | 0,0 %                                                               |
| Marokko                                                             | 1,1 %                                                               | 98,7 %                                                              | 0,1 %                                                               | 0,0 %                                                               | 0,0 %                                                               | 0,0 %                                                               | 0,0 %                                                               | 0,0 %                                                               |
| Mauretanien                                                         | 0,3 %                                                               | 99,1 %                                                              | 0,1 %                                                               | 0,0 %                                                               | 0,0 %                                                               | 0,5 %                                                               | 0,0 %                                                               | 0,0 %                                                               |
| Mauritius                                                           | 25,3 %                                                              | 16,7 %                                                              | 0,6 %                                                               | 56,4 %                                                              | 0,0 %                                                               | 0,7 %                                                               | 0,3 %                                                               | 0,0 %                                                               |
| Nordmazedonien                                                      | 59,3 %                                                              | 39,3 %                                                              | 1,4 %                                                               | 0,0 %                                                               | 0,0 %                                                               | 0,0 %                                                               | 0,0 %                                                               | 0,0 %                                                               |
| Mexiko                                                              | 95,1 %                                                              | 0,1 %                                                               | 4,7 %                                                               | 0,0 %                                                               | 0,0 %                                                               | 0,1 %                                                               | 0,0 %                                                               | 0,0 %                                                               |
| Moldau                                                              | 97,4 %                                                              | 0,6 %                                                               | 1,4 %                                                               | 0,0 %                                                               | 0,0 %                                                               | 0,0 %                                                               | 0,0 %                                                               | 0,6 %                                                               |
| Monaco                                                              | 86,0 %                                                              | 0,4 %                                                               | 11,7 %                                                              | 0,0 %                                                               | 0,0 %                                                               | 0,0 %                                                               | 0,2 %                                                               | 1,7 %                                                               |
| Mongolei                                                            | 2,3 %                                                               | 3,2 %                                                               | 35,9 %                                                              | 0,0 %                                                               | 55,1 %                                                              | 3,5 %                                                               | 0,0 %                                                               | 0,0 %                                                               |
| Montenegro                                                          | 78,1 %                                                              | 18,7 %                                                              | 3,2 %                                                               | 0,0 %                                                               | 0,0 %                                                               | 0,0 %                                                               | 0,0 %                                                               | 0,0 %                                                               |
| Mosambik                                                            | 56,7 %                                                              | 18,0 %                                                              | 17,9 %                                                              | 0,0 %                                                               | 0,0 %                                                               | 7,4 %                                                               | 0,0 %                                                               | 0,0 %                                                               |
| Myanmar                                                             | 7,8 %                                                               | 4,0 %                                                               | 0,5 %                                                               | 1,7 %                                                               | 80,1 %                                                              | 5,8 %                                                               | 0,2 %                                                               | 0,0 %                                                               |
| Namibia                                                             | 97,5 %                                                              | 0,3 %                                                               | 1,9 %                                                               | 0,0 %                                                               | 0,0 %                                                               | 0,2 %                                                               | 0,0 %                                                               | 0,0 %                                                               |
| Nepal                                                               | 0,5 %                                                               | 4,6 %                                                               | 0,3 %                                                               | 80,7 %                                                              | 10,7 %                                                              | 3,7 %                                                               | 0,0 %                                                               | 0,0 %                                                               |
| Neuseeland                                                          | 57,0 %                                                              | 1,2 %                                                               | 36,6 %                                                              | 2,1 %                                                               | 1,6 %                                                               | 0,5 %                                                               | 0,7 %                                                               | 0,2 %                                                               |
| Nicaragua                                                           | 85,8 %                                                              | 0,0 %                                                               | 12,5 %                                                              | 0,0 %                                                               | 0,0 %                                                               | 1,4 %                                                               | 0,1 %                                                               | 0,0 %                                                               |
| Niederlande                                                         | 50,6 %                                                              | 6,0 %                                                               | 42,1 %                                                              | 0,5 %                                                               | 0,2 %                                                               | 0,2 %                                                               | 0,2 %                                                               | 0,2 %                                                               |
| Niger                                                               | 0,8 %                                                               | 98,4 %                                                              | 0,7 %                                                               | 0,0 %                                                               | 0,0 %                                                               | 0,0 %                                                               | 0,0 %                                                               | 0,0 %                                                               |
| Nigeria                                                             | 49,3 %                                                              | 48,8 %                                                              | 0,4 %                                                               | 0,0 %                                                               | 0,0 %                                                               | 1,4 %                                                               | 0,0 %                                                               | 0,0 %                                                               |
| Norwegen                                                            | 84,7 %                                                              | 3,7 %                                                               | 10,1 %                                                              | 0,5 %                                                               | 0,6 %                                                               | 0,0 %                                                               | 0,2 %                                                               | 0,0 %                                                               |
| Oman                                                                | 6,5 %                                                               | 85,9 %                                                              | 0,2 %                                                               | 5,5 %                                                               | 0,8 %                                                               | 0,0 %                                                               | 1,0 %                                                               | 0,0 %                                                               |
| Österreich                                                          | 80,4 %                                                              | 5,4 %                                                               | 13,5 %                                                              | 0,0 %                                                               | 0,2 %                                                               | 0,0 %                                                               | 0,1 %                                                               | 0,2 %                                                               |
| Osttimor                                                            | 99,6 %                                                              | 0,1 %                                                               | 0,0 %                                                               | 0,0 %                                                               | 0,0 %                                                               | 0,3 %                                                               | 0,0 %                                                               | 0,0 %                                                               |
| Pakistan                                                            | 1,6 %                                                               | 96,4 %                                                              | 0,0 %                                                               | 1,9 %                                                               | 0,0 %                                                               | 0,0 %                                                               | 0,0 %                                                               | 0,0 %                                                               |
| Palästina                                                           | 2,4 %                                                               | 97,6 %                                                              | 0,0 %                                                               | 0,0 %                                                               | 0,0 %                                                               | 0,0 %                                                               | 0,0 %                                                               | 0,0 %                                                               |
| Panama                                                              | 93,0 %                                                              | 0,7 %                                                               | 4,8 %                                                               | 0,0 %                                                               | 0,2 %                                                               | 0,4 %                                                               | 0,4 %                                                               | 0,4 %                                                               |
| Papua-Neuguinea                                                     | 99,2 %                                                              | 0,0 %                                                               | 0,0 %                                                               | 0,0 %                                                               | 0,0 %                                                               | 0,4 %                                                               | 0,2 %                                                               | 0,0 %                                                               |
| Paraguay                                                            | 96,9 %                                                              | 0,0 %                                                               | 1,1 %                                                               | 0,0 %                                                               | 0,0 %                                                               | 1,7 %                                                               | 0,2 %                                                               | 0,0 %                                                               |
| Peru                                                                | 95,5 %                                                              | 0,0 %                                                               | 3,0 %                                                               | 0,0 %                                                               | 0,2 %                                                               | 1,0 %                                                               | 0,3 %                                                               | 0,0 %                                                               |
| Philippinen                                                         | 92,6 %                                                              | 5,5 %                                                               | 0,1 %                                                               | 0,0 %                                                               | 0,0 %                                                               | 1,5 %                                                               | 0,1 %                                                               | 0,0 %                                                               |
|                                                                     | Christen                                                            | Muslime                                                             | ohne Religion                                                       | Hindus                                                              | Buddhisten                                                          | ethnische Religionen                                                | sonstige                                                            | Juden                                                               |
| Polen                                                               | 94,3 %                                                              | 0,0 %                                                               | 5,6 %                                                               | 0,0 %                                                               | 0,0 %                                                               | 0,0 %                                                               | 0,0 %                                                               | 0,0 %                                                               |
| Portugal                                                            | 93,8 %                                                              | 0,6 %                                                               | 4,4 %                                                               | 0,1 %                                                               | 0,6 %                                                               | 0,5 %                                                               | 0,0 %                                                               | 0,0 %                                                               |
| Puerto Rico                                                         | 96,7 %                                                              | 0,0 %                                                               | 1,9 %                                                               | 0,0 %                                                               | 0,3 %                                                               | 0,8 %                                                               | 0,1 %                                                               | 0,0 %                                                               |
| Ruanda                                                              | 93,4 %                                                              | 1,8 %                                                               | 3,6 %                                                               | 0,0 %                                                               | 0,0 %                                                               | 1,0 %                                                               | 0,2 %                                                               | 0,0 %                                                               |
| Rumänien                                                            | 99,5 %                                                              | 0,3 %                                                               | 0,1 %                                                               | 0,0 %                                                               | 0,0 %                                                               | 0,0 %                                                               | 0,0 %                                                               | 0,1 %                                                               |
| Russland                                                            | 73,3 %                                                              | 10,0 %                                                              | 16,2 %                                                              | 0,0 %                                                               | 0,1 %                                                               | 0,2 %                                                               | 0,0 %                                                               | 0,2 %                                                               |
| Saint Kitts und Nevis                                               | 94,6 %                                                              | 0,3 %                                                               | 1,6 %                                                               | 1,5 %                                                               | 0,0 %                                                               | 1,3 %                                                               | 0,8 %                                                               | 0,0 %                                                               |
| Saint Lucia                                                         | 91,1 %                                                              | 0,1 %                                                               | 6,0 %                                                               | 0,3 %                                                               | 0,0 %                                                               | 0,5 %                                                               | 2,0 %                                                               | 0,0 %                                                               |
| St. Vincent u.d. Grenadinen                                         | 88,7 %                                                              | 1,5 %                                                               | 2,5 %                                                               | 3,4 %                                                               | 0,0 %                                                               | 2,0 %                                                               | 2,0 %                                                               | 0,0 %                                                               |
| Salomonen                                                           | 97,4 %                                                              | 0,0 %                                                               | 0,2 %                                                               | 0,0 %                                                               | 0,3 %                                                               | 1,3 %                                                               | 0,7 %                                                               | 0,0 %                                                               |
| Sambia                                                              | 97,6 %                                                              | 0,5 %                                                               | 0,5 %                                                               | 0,1 %                                                               | 0,0 %                                                               | 0,3 %                                                               | 0,9 %                                                               | 0,0 %                                                               |
| San Marino                                                          | 91,6 %                                                              | 0,0 %                                                               | 7,2 %                                                               | 0,0 %                                                               | 0,0 %                                                               | 0,0 %                                                               | 0,9 %                                                               | 0,3 %                                                               |
| São Tomé und Príncipe                                               | 82,2 %                                                              | 0,0 %                                                               | 12,6 %                                                              | 0,0 %                                                               | 0,0 %                                                               | 2,9 %                                                               | 2,4 %                                                               | 0,0 %                                                               |
| Saudi-Arabien                                                       | 4,4 %                                                               | 93,0 %                                                              | 0,7 %                                                               | 1,1 %                                                               | 0,3 %                                                               | 0,3 %                                                               | 0,3 %                                                               | 0,0 %                                                               |
| Schweden                                                            | 67,2 %                                                              | 4,6 %                                                               | 27,0 %                                                              | 0,2 %                                                               | 0,4 %                                                               | 0,2 %                                                               | 0,2 %                                                               | 0,1 %                                                               |
| Schweiz                                                             | 81,3 %                                                              | 5,5 %                                                               | 11,9 %                                                              | 0,4 %                                                               | 0,4 %                                                               | 0,0 %                                                               | 0,1 %                                                               | 0,3 %                                                               |
| Senegal                                                             | 3,6 %                                                               | 96,4 %                                                              | 0,0 %                                                               | 0,0 %                                                               | 0,0 %                                                               | 0,0 %                                                               | 0,0 %                                                               | 0,0 %                                                               |
| Serbien                                                             | 92,5 %                                                              | 4,2 %                                                               | 3,3 %                                                               | 0,0 %                                                               | 0,0 %                                                               | 0,0 %                                                               | 0,0 %                                                               | 0,0 %                                                               |
| Seychellen                                                          | 94,0 %                                                              | 1,1 %                                                               | 2,1 %                                                               | 2,1 %                                                               | 0,0 %                                                               | 0,0 %                                                               | 0,6 %                                                               | 0,0 %                                                               |
| Sierra Leone                                                        | 20,9 %                                                              | 78,0 %                                                              | 0,1 %                                                               | 0,0 %                                                               | 0,0 %                                                               | 0,8 %                                                               | 0,0 %                                                               | 0,0 %                                                               |
| Simbabwe                                                            | 87,0 %                                                              | 0,9 %                                                               | 7,9 %                                                               | 0,0 %                                                               | 0,0 %                                                               | 3,9 %                                                               | 0,3 %                                                               | 0,0 %                                                               |
| Singapur                                                            | 18,2 %                                                              | 14,3 %                                                              | 16,4 %                                                              | 5,2 %                                                               | 33,9 %                                                              | 2,3 %                                                               | 9,7 %                                                               | 0,0 %                                                               |
| Slowakei                                                            | 85,3 %                                                              | 0,2 %                                                               | 14,3 %                                                              | 0,0 %                                                               | 0,0 %                                                               | 0,0 %                                                               | 0,0 %                                                               | 0,0 %                                                               |
| Slowenien                                                           | 78,4 %                                                              | 3,6 %                                                               | 18,0 %                                                              | 0,0 %                                                               | 0,0 %                                                               | 0,0 %                                                               | 0,0 %                                                               | 0,0 %                                                               |
| Somalia                                                             | 0,1 %                                                               | 99,8 %                                                              | 0,0 %                                                               | 0,0 %                                                               | 0,0 %                                                               | 0,0 %                                                               | 0,0 %                                                               | 0,0 %                                                               |
| Spanien                                                             | 78,6 %                                                              | 2,1 %                                                               | 19,0 %                                                              | 0,0 %                                                               | 0,0 %                                                               | 0,0 %                                                               | 0,0 %                                                               | 0,1 %                                                               |
| Sri Lanka                                                           | 7,3 %                                                               | 9,8 %                                                               | 0,0 %                                                               | 13,6 %                                                              | 69,3 %                                                              | 0,0 %                                                               | 0,0 %                                                               | 0,0 %                                                               |
| Südafrika                                                           | 81,2 %                                                              | 1,7 %                                                               | 14,9 %                                                              | 1,1 %                                                               | 0,2 %                                                               | 0,4 %                                                               | 0,3 %                                                               | 0,1 %                                                               |
| Sudan                                                               | 5,4 %                                                               | 90,7 %                                                              | 1,0 %                                                               | 0,0 %                                                               | 0,0 %                                                               | 2,8 %                                                               | 0,0 %                                                               | 0,0 %                                                               |
| Südsudan                                                            | 60,5 %                                                              | 6,2 %                                                               | 0,5 %                                                               | 0,0 %                                                               | 0,0 %                                                               | 32,9 %                                                              | 0,0 %                                                               | 0,0 %                                                               |
|                                                                     | Christen                                                            | Muslime                                                             | ohne Religion                                                       | Hindus                                                              | Buddhisten                                                          | ethnische Religionen                                                | sonstige                                                            | Juden                                                               |
| Suriname                                                            | 51,6 %                                                              | 15,2 %                                                              | 5,4 %                                                               | 19,8 %                                                              | 0,6 %                                                               | 5,3 %                                                               | 1,8 %                                                               | 0,2 %                                                               |
| Eswatini                                                            | 88,1 %                                                              | 0,2 %                                                               | 10,1 %                                                              | 0,1 %                                                               | 0,0 %                                                               | 1,0 %                                                               | 0,4 %                                                               | 0,0 %                                                               |
| Syrien                                                              | 5,2 %                                                               | 92,8 %                                                              | 2,0 %                                                               | 0,0 %                                                               | 0,0 %                                                               | 0,0 %                                                               | 0,0 %                                                               | 0,0 %                                                               |
| Tadschikistan                                                       | 1,6 %                                                               | 96,7 %                                                              | 1,5 %                                                               | 0,0 %                                                               | 0,0 %                                                               | 0,0 %                                                               | 0,0 %                                                               | 0,0 %                                                               |
| Tansania                                                            | 61,4 %                                                              | 35,2 %                                                              | 1,4 %                                                               | 0,1 %                                                               | 0,0 %                                                               | 1,8 %                                                               | 0,0 %                                                               | 0,0 %                                                               |
| Thailand                                                            | 0,9 %                                                               | 5,5 %                                                               | 0,3 %                                                               | 0,1 %                                                               | 93,2 %                                                              | 0,0 %                                                               | 0,0 %                                                               | 0,0 %                                                               |
| Taiwan                                                              | 5,5 %                                                               | 0,0 %                                                               | 12,7 %                                                              | 0,0 %                                                               | 21,3 %                                                              | 44,2 %                                                              | 16,2 %                                                              | 0,0 %                                                               |
| Togo                                                                | 43,7 %                                                              | 14,0 %                                                              | 6,2 %                                                               | 0,0 %                                                               | 0,0 %                                                               | 35,6 %                                                              | 0,6 %                                                               | 0,0 %                                                               |
| Trinidad und Tobago                                                 | 65,9 %                                                              | 5,9 %                                                               | 1,9 %                                                               | 22,7 %                                                              | 0,3 %                                                               | 1,9 %                                                               | 1,4 %                                                               | 0,0 %                                                               |
| Tschad                                                              | 40,6 %                                                              | 55,3 %                                                              | 2,5 %                                                               | 0,0 %                                                               | 0,0 %                                                               | 1,4 %                                                               | 0,1 %                                                               | 0,0 %                                                               |
| Tschechien                                                          | 23,5 %                                                              | 0,0 %                                                               | 76,4 %                                                              | 0,0 %                                                               | 0,1 %                                                               | 0,0 %                                                               | 0,0 %                                                               | 0,0 %                                                               |
| Tunesien                                                            | 0,2 %                                                               | 99,5 %                                                              | 0,2 %                                                               | 0,0 %                                                               | 0,0 %                                                               | 0,0 %                                                               | 0,0 %                                                               | 0,0 %                                                               |
| Türkei                                                              | 0,4 %                                                               | 98,0 %                                                              | 1,2 %                                                               | 0,0 %                                                               | 0,0 %                                                               | 0,0 %                                                               | 0,2 %                                                               | 0,0 %                                                               |
| Turkmenistan                                                        | 6,4 %                                                               | 93,0 %                                                              | 0,5 %                                                               | 0,0 %                                                               | 0,0 %                                                               | 0,0 %                                                               | 0,0 %                                                               | 0,0 %                                                               |
| Uganda                                                              | 86,7 %                                                              | 11,5 %                                                              | 0,5 %                                                               | 0,3 %                                                               | 0,0 %                                                               | 0,9 %                                                               | 0,1 %                                                               | 0,0 %                                                               |
| Ukraine                                                             | 83,8 %                                                              | 1,2 %                                                               | 14,7 %                                                              | 0,0 %                                                               | 0,0 %                                                               | 0,0 %                                                               | 0,0 %                                                               | 0,1 %                                                               |
| Ungarn                                                              | 81,0 %                                                              | 0,0 %                                                               | 18,6 %                                                              | 0,0 %                                                               | 0,0 %                                                               | 0,0 %                                                               | 0,0 %                                                               | 0,4 %                                                               |
| Uruguay                                                             | 57,9 %                                                              | 0,0 %                                                               | 40,7 %                                                              | 0,0 %                                                               | 0,0 %                                                               | 0,8 %                                                               | 0,3 %                                                               | 0,3 %                                                               |
| Usbekistan                                                          | 2,3 %                                                               | 96,7 %                                                              | 0,8 %                                                               | 0,0 %                                                               | 0,0 %                                                               | 0,0 %                                                               | 0,0 %                                                               | 0,0 %                                                               |
| Vanuatu                                                             | 93,3 %                                                              | 0,0 %                                                               | 1,2 %                                                               | 0,0 %                                                               | 0,0 %                                                               | 4,1 %                                                               | 1,4 %                                                               | 0,0 %                                                               |
| Vatikanstadt                                                        | 100,0 %                                                             | 0,0 %                                                               | 0,0 %                                                               | 0,0 %                                                               | 0,0 %                                                               | 0,0 %                                                               | 0,0 %                                                               | 0,0 %                                                               |
| Venezuela                                                           | 89,3 %                                                              | 0,3 %                                                               | 10,0 %                                                              | 0,0 %                                                               | 0,0 %                                                               | 0,2 %                                                               | 0,0 %                                                               | 0,0 %                                                               |
| Vereinigte Arabische Emirate                                        | 12,6 %                                                              | 76,9 %                                                              | 1,1 %                                                               | 6,6 %                                                               | 2,0 %                                                               | 0,0 %                                                               | 0,8 %                                                               | 0,0 %                                                               |
| Vereinigte Staaten                                                  | 78,3 %                                                              | 0,9 %                                                               | 16,4 %                                                              | 0,6 %                                                               | 1,2 %                                                               | 0,2 %                                                               | 0,6 %                                                               | 1,8 %                                                               |
| Vereinigtes Königreich                                              | 71,1 %                                                              | 4,4 %                                                               | 21,3 %                                                              | 1,3 %                                                               | 0,4 %                                                               | 0,3 %                                                               | 0,8 %                                                               | 0,5 %                                                               |
| Vietnam                                                             | 8,2 %                                                               | 0,2 %                                                               | 29,6 %                                                              | 0,0 %                                                               | 16,4 %                                                              | 45,3 %                                                              | 0,4 %                                                               | 0,0 %                                                               |
| Belarus                                                             | 71,2 %                                                              | 0,2 %                                                               | 28,4 %                                                              | 0,0 %                                                               | 0,0 %                                                               | 0,0 %                                                               | 0,0 %                                                               | 0,2 %                                                               |
| Westsahara                                                          | 0,2 %                                                               | 99,4 %                                                              | 0,4 %                                                               | 0,0 %                                                               | 0,0 %                                                               | 0,0 %                                                               | 0,0 %                                                               | 0,0 %                                                               |
| Zentralafrikanische Republik                                        | 89,5 %                                                              | 8,5 %                                                               | 1,0 %                                                               | 0,0 %                                                               | 0,0 %                                                               | 1,0 %                                                               | 0,0 %                                                               | 0,0 %                                                               |
| Zypern                                                              | 73,2 %                                                              | 25,3 %                                                              | 1,2 %                                                               | 0,0 %                                                               | 0,2 %                                                               | 0,0 %                                                               | 0,0 %                                                               | 0,0 %                                                               |
| weltweiter Durchschnitt                                             | 31,5 %                                                              | 23,2 %                                                              | 16,3 %                                                              | 15,0 %                                                              | 7,1 %                                                               | 5,9 %                                                               | 0,8 %                                                               | 0,2 %                                                               |
| Land                                                                | Christen                                                            | Muslime                                                             | ohne Religion                                                       | Hindus                                                              | Buddhisten                                                          | ethnische Religionen                                                | sonstige                                                            | Juden                                                               |
| 2010: Anteil der Religionen an der Gesamtbevölkerung in Prozent (%) |                                                                     |                                                                     |                                                                     |                                                                     |                                                                     |                                                                     |                                                                     |                                                                     |

## Weltregionen nach religiöser Zusammensetzung
Die folgende Liste vergleicht die Anteile (%) der Religionen an der jeweiligen Gesamtbevölkerung im Jahr 2010 (aus dem Bericht The Global Religious Landscape des Pew Research Centers):
| Gebiet                            | Christen | Muslime | ohne Religion | Hindus | Buddhisten | ethnische Religionen | sonstiger | Juden |
| --------------------------------- | -------- | ------- | ------------- | ------ | ---------- | -------------------- | --------- | ----- |
| Subsahara-Afrika gesamt           | 62,9 %   | 30,2 %  | 3,2 %         | 0,2 %  | 0,0 %      | 3,3 %                | 0,2 %     | 0,0 % |
| Zentralafrika                     | 85,4 %   | 9,0 %   | 3,2 %         | 0,0 %  | 0,0 %      | 1,9 %                | 0,5 %     | 0,0 % |
| Ostafrika                         | 71,3 %   | 22,0 %  | 2,8 %         | 0,3 %  | 0,0 %      | 3,4 %                | 0,2 %     | 0,0 % |
| Südliches Afrika                  | 82,3 %   | 1,5 %   | 14,0 %        | 1,0 %  | 0,2 %      | 0,6 %                | 0,3 %     | 0,1 % |
| Westafrika                        | 40,7 %   | 53,4 %  | 1,6 %         | 0,0 %  | 0,0 %      | 4,2 %                | 0,1 %     | 0,0 % |
| Asien-Pazifik gesamt              | 7,1 %    | 24,3 %  | 21,2 %        | 25,3 % | 11,9 %     | 9,0 %                | 1,3 %     | 0,0 % |
| Ostasien                          | 5,6 %    | 1,6 %   | 52,1 %        | 0,0 %  | 19,6 %     | 19,7 %               | 1,4 %     | 0,0 % |
| Ozeanien                          | 69,6 %   | 1,9 %   | 23,1 %        | 1,3 %  | 2,2 %      | 0,7 %                | 0,8 %     | 0,4 % |
| Südasien                          | 2,2 %    | 30,1 %  | 0,1 %         | 63,7 % | 1,8 %      | 0,5 %                | 1,8 %     | 0,0 % |
| Südostasien                       | 21,3 %   | 40,4 %  | 4,7 %         | 1,2 %  | 24,2 %     | 8,0 %                | 0,2 %     | 0,0 % |
| Westliches Asien                  | 2,4 %    | 96,8 %  | 0,5 %         | 0,0 %  | 0,0 %      | 0,0 %                | 0,2 %     | 0,0 % |
| Zentralasien                      | 9,3 %    | 88,7 %  | 1,7 %         | 0,0 %  | 0,1 %      | 0,1 %                | 0,1 %     | 0,0 % |
| Europa gesamt                     | 75,2 %   | 5,9 %   | 18,2 %        | 0,2 %  | 0,2 %      | 0,1 %                | 0,1 %     | 0,1 % |
| Mitteleuropa                      | 74,6 %   | 3,5 %   | 21,5 %        | 0,0 %  | 0,2 %      | 0,0 %                | 0,0 %     | 0,2 % |
| Skandinavien                      | 77,5 %   | 3,5 %   | 18,2 %        | 0,3 %  | 0,3 %      | 0,1 %                | 0,1 %     | 0,0 % |
| Südeuropa                         | 82,5 %   | 2,8 %   | 14,2 %        | 0,1 %  | 0,2 %      | 0,1 %                | 0,1 %     | 0,1 % |
| Südosteuropa                      | 83,2 %   | 14,3 %  | 2,5 %         | 0,0 %  | 0,0 %      | 0,0 %                | 0,0 %     | 0,0 % |
| Westeuropa                        | 65,9 %   | 5,8 %   | 26,3 %        | 0,6 %  | 0,4 %      | 0,3 %                | 0,4 %     | 0,4 % |
| Osteuropa                         | 75,9 %   | 7,6 %   | 16,1 %        | 0,0 %  | 0,1 %      | 0,2 %                | 0,0 %     | 0,2 % |
| Karibik und Lateinamerika gesamt  | 90,0 %   | 0,1 %   | 7,7 %         | 0,1 %  | 0,0 %      | 1,7 %                | 0,2 %     | 0,0 % |
| Karibik                           | 79,7 %   | 0,2 %   | 12,9 %        | 0,8 %  | 0,1 %      | 6,0 %                | 0,3 %     | 0,0 % |
| Mexiko und Zentralamerika         | 93,9 %   | 0,0 %   | 5,6 %         | 0,0 %  | 0,0 %      | 0,3 %                | 0,1 %     | 0,1 % |
| Südamerika                        | 89,6 %   | 0,2 %   | 8,0 %         | 0,1 %  | 0,1 %      | 1,8 %                | 0,2 %     | 0,1 % |
| Nordamerika gesamt                | 77,4 %   | 1,0 %   | 17,1 %        | 0,7 %  | 1,1 %      | 0,3 %                | 0,6 %     | 1,8 % |
| Naher Osten und Nordafrika gesamt | 3,8 %    | 93,0 %  | 0,6 %         | 0,5 %  | 0,1 %      | 0,3 %                | 0,1 %     | 1,6 % |
| Naher Osten                       | 4,6 %    | 88,9 %  | 0,7 %         | 1,2 %  | 0,3 %      | 0,1 %                | 0,2 %     | 4,0 % |
| Nordafrika                        | 3,1 %    | 95,9 %  | 0,5 %         | 0,0 %  | 0,0 %      | 0,5 %                | 0,0 %     | 0,0 % |

## Religiöse Bevölkerungen nach Anzahl
Länder sortiert nach ihrer Anzahl an Anhängern von einer bestimmten Weltregion. Quelle ist das Pew Research Center, das eine Datenbank zu allen Ländern führt, oder die jeweils nationale Statistik.

### Christen

Verbreitung des Christentums

Anzahl an Christen nach Land (Stand 2011):
| Staat                        | Gläubige    |
| ---------------------------- | ----------- |
| Vereinigte Staaten           | 229.157.250 |
| Brasilien                    | 169.213.130 |
| Russland                     | 114.198.444 |
| Mexiko                       | 106.204.560 |
| Nigeria                      | 080.510.000 |
| Philippinen                  | 078.790.000 |
| Volksrepublik China          | 067.070.000 |
| Demokratische Republik Kongo | 063.150.000 |
| Italien                      | 051.550.000 |
| Äthiopien                    | 051.477.950 |
| Deutschland                  | 050.752.580 |
| Kolumbien                    | 044.500.000 |
| Ukraine                      | 041.973.000 |
| Südafrika                    | 040.243.000 |
| Frankreich                   | 039.560.000 |
| Spanien                      | 038.568.000 |
| Vereinigtes Königreich       | 037.584.000 |
| Polen                        | 036.526.000 |
| Kenia                        | 033.625.790 |
| Argentinien                  | 033.497.100 |
| Uganda                       | 029.943.000 |
| Indien                       | 028.436.000 |
| Venezuela                    | 028.340.790 |
| Peru                         | 027.365.100 |
| Indonesien                   | 024.123.000 |

### Muslime

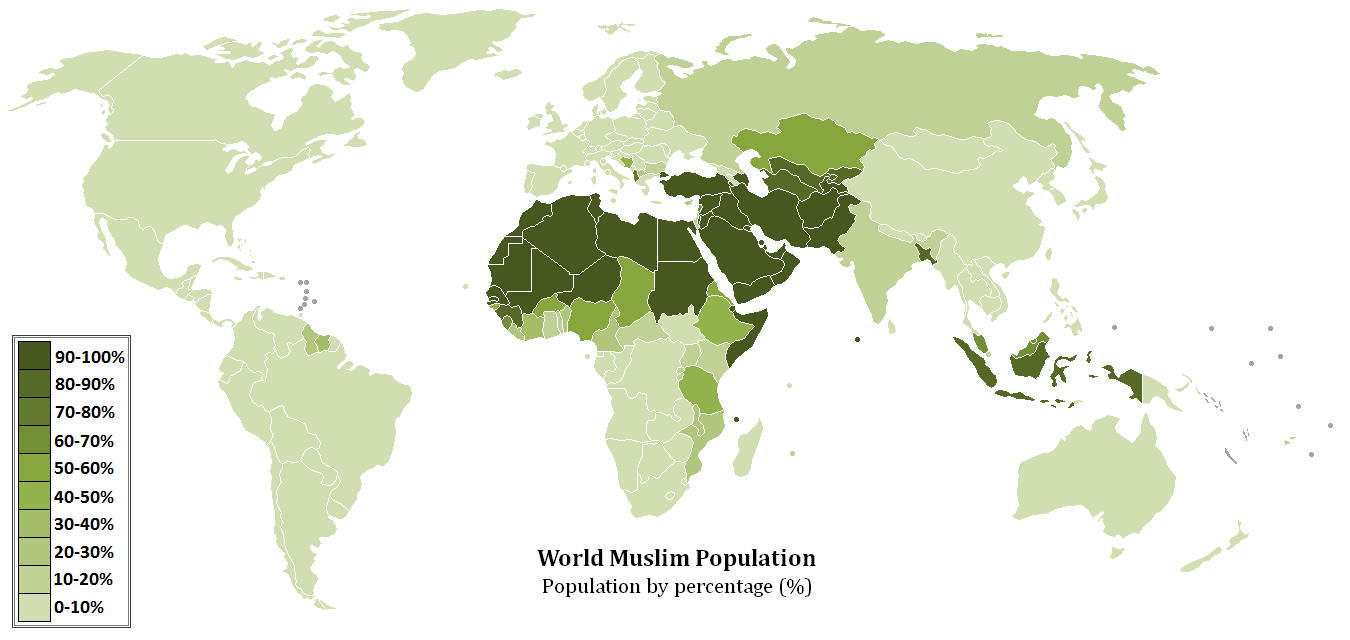
Verbreitung des Islam

Anzahl an Muslimen nach Land (Stand 2013):
| Staat               | Gläubige    |
| ------------------- | ----------- |
| Indonesien          | 206.986.560 |
| Pakistan            | 180.608.292 |
| Indien              | 172.000.000 |
| Bangladesch         | 132.937.800 |
| Nigeria             | 080.000.000 |
| Iran                | 073.238.340 |
| Ägypten             | 070.056.000 |
| Türkei              | 070.036.838 |
| Algerien            | 036.092.810 |
| Marokko             | 031.351.800 |
| Afghanistan         | 030.112.680 |
| Sudan               | 030.064.180 |
| Irak                | 029.767.300 |
| Äthiopien           | 028.120.050 |
| Saudi-Arabien       | 026.624.560 |
| Usbekistan          | 025.628.240 |
| Jemen               | 023.836.523 |
| Volksrepublik China | 020.095.870 |
| Syrien              | 019.601.750 |
| Malaysia            | 017.085.402 |

### Buddhisten

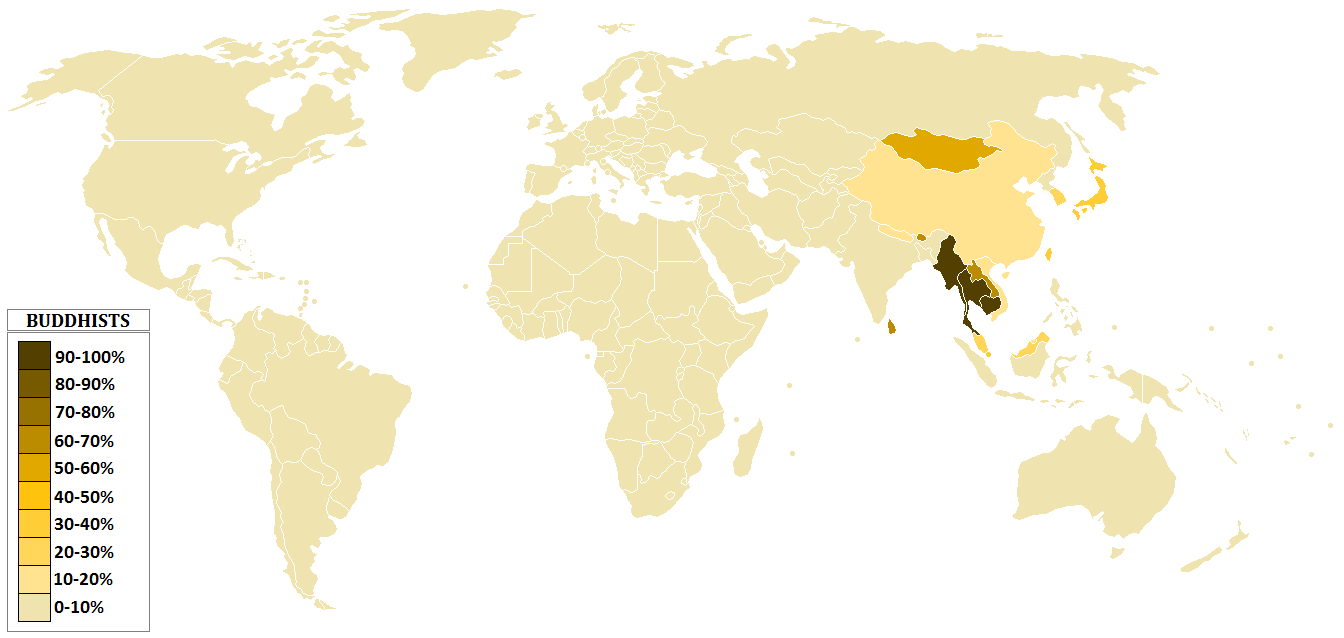
Verbreitung des Buddhismus

Anzahl an Buddhisten nach Land (Stand 2010):
| Staat               | Gläubige    |
| ------------------- | ----------- |
| Volksrepublik China | 244.130.000 |
| Thailand            | 064.420.000 |
| Japan               | 045.820.000 |
| Myanmar             | 038.410.000 |
| Sri Lanka           | 014.450.000 |
| Vietnam             | 014.380.000 |
| Kambodscha          | 013.690.000 |
| Südkorea            | 011.050.000 |
| Indien              | 009.250.000 |
| Malaysia            | 005.010.000 |

### Hindus

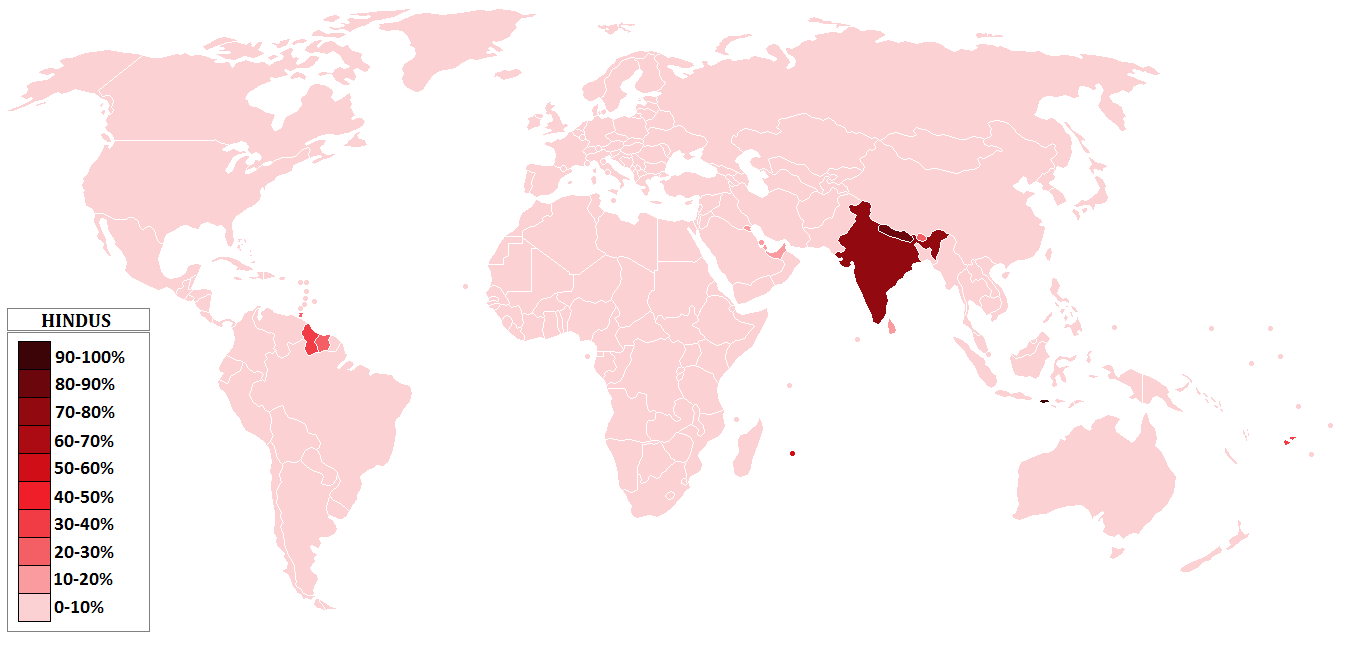
Verbreitung des Hinduismus

Anzahl an Hindus nach Land (Stand 2010):
| Staat                        | Gläubige    |
| ---------------------------- | ----------- |
| Indien                       | 957.636.314 |
| Nepal                        | 021.354.570 |
| Bangladesch                  | 014.274.430 |
| Indonesien                   | 004.012.470 |
| Pakistan                     | 002.603.895 |
| Sri Lanka                    | 002.554.606 |
| Malaysia                     | 001.700.100 |
| Vereinigte Staaten           | 001.543.730 |
| Vereinigte Arabische Emirate | 001.239.610 |
| Südafrika                    | 000.749.870 |
| Mauritius                    | 000.665.820 |
| Vereinigtes Königreich       | 000.630.000 |
| Kanada                       | 000.497.960 |
| Tansania                     | 000.403.570 |
| Kuwait                       | 000.328.440 |
| Australien                   | 000.275.500 |
| Singapur                     | 000.264.370 |
| Fidschi                      | 000.261.097 |
| Trinidad und Tobago          | 000.240.100 |
| Myanmar                      | 000.203.000 |

### Juden

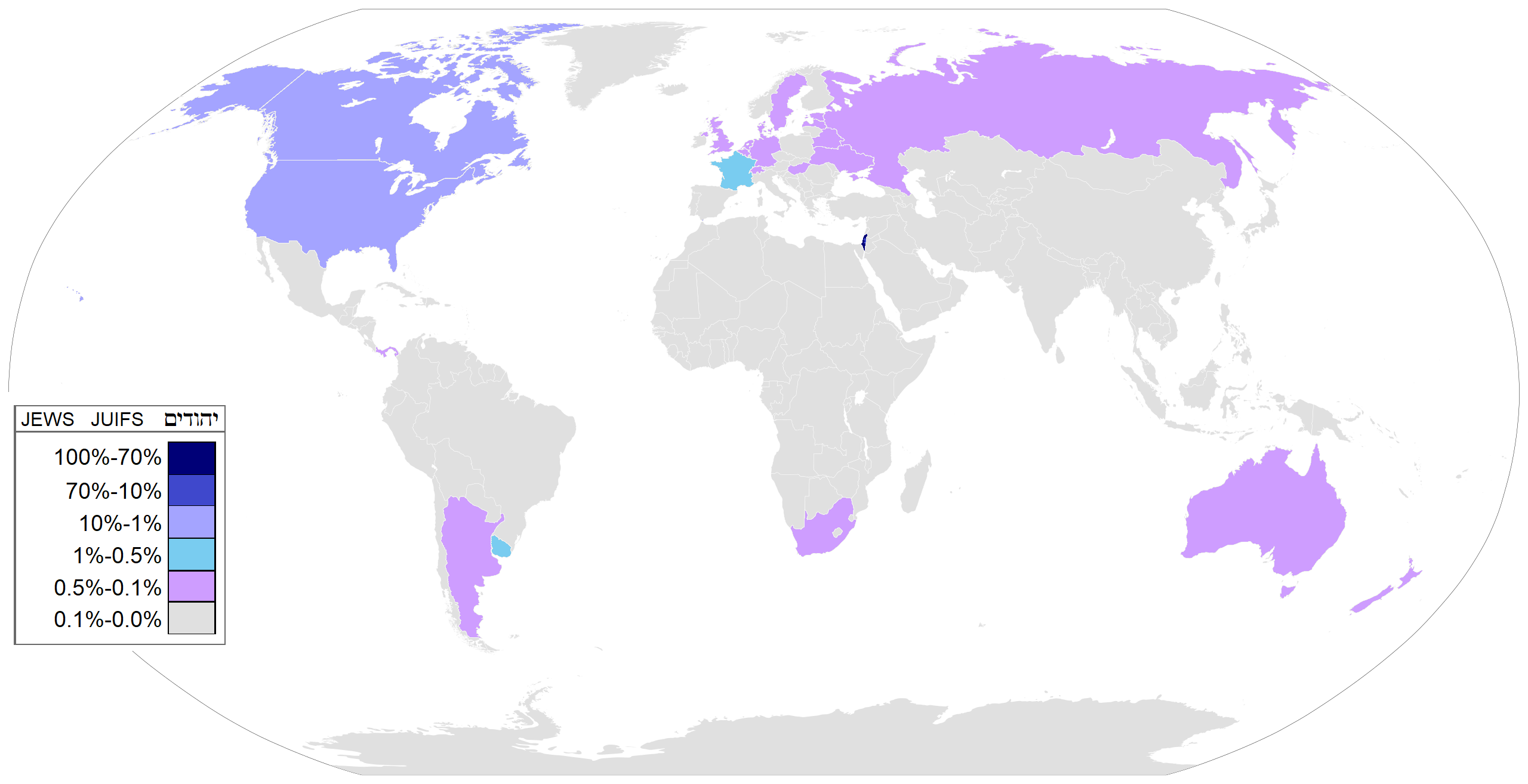
Verbreitung der jüdischen Religion

Anzahl der jüdischen Gläubigen nach Land (Stand 2010):
| Staat                  | Gläubige  |
| ---------------------- | --------- |
| Vereinigte Staaten     | 6.588.065 |
| Israel                 | 5.907.500 |
| Frankreich             | 0.493.600 |
| Vereinigtes Königreich | 0.387.000 |
| Kanada                 | 0.375.000 |
| Russland               | 0.194.000 |
| Argentinien            | 0.181.800 |
| Deutschland            | 0.119.000 |
| Australien             | 0.097.300 |
| Brasilien              | 0.095.300 |